# UK Film Council
L’UK Film Council (UKFC, Conseil du cinéma britannique) était un non-departmental public body (organisme public non ministériel) créé en 2000 par le gouvernement travailliste et chargé de développer et promouvoir l'industrie cinématographique britannique.
En juillet 2010, le gouvernement de coalition a annoncé la dissolution du Conseil prévue pour mars 2011, la plupart de ses fonctions étant transférées au British Film Institute.